# Sala Colonia
Pour les articles homonymes, voir Sala.

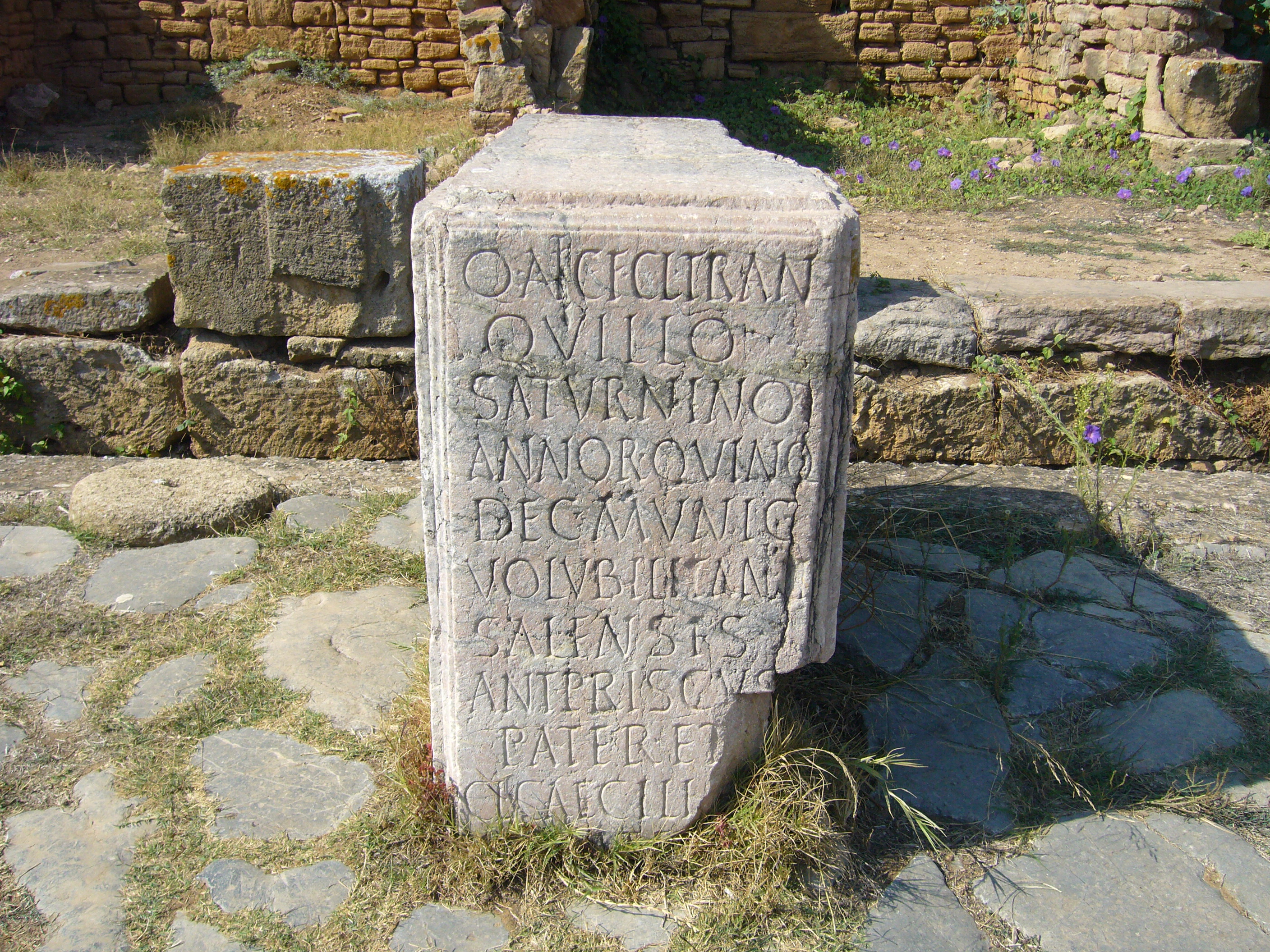
Stèle romaine visible au Chellah

Sala Colonia est une antique ville romaine de la Maurétanie tingitane. Établie dans l'actuel Maroc, à l'emplacement d'un ancien comptoir carthaginois fondé initialement par les phéniciens mais avant c'était berbère, sur la rive sud de l'embouchure du Bouregreg, elle fut d'abord une cité pérégrine, puis un municipe et enfin une colonie. Le site archéologique du Chellah, qui fait partie de la ville contemporaine de Rabat, en comporte des vestiges, dont l'existence était connue des Européens depuis au moins le XVIIIe siècle mais qui, du fait de la proximité immédiate de la nécropole mérinide, était interdit d'accès aux non-musulmans et ne fut fouillé pour la première fois qu'en 1929.
Les cités musulmanes ultérieures de Rabat et Salé ne se sont pas élevées au même endroit de l'embouchure du Bouregreg : celle de Rabat s’est érigée sur la même rive, en aval, et celle de Salé sur la rive opposée,,, également en aval.

## Histoire
- Le site de Chellah, occupé dès la Préhistoire, est mentionné pour la première fois par Pomponius Mela au Ier siècle et décrit comme une place forte sur le fleuve Sala par Pline l’Ancien[7].
- À l’époque maurétanienne, sous Bocchus et Juba II, il disposait d’un atelier monétaire et d’une trame urbaine identifiable. Sous le règne de Claude, la ville devient un municipe et se dote de monuments publics sous Trajan et Antonin le Pieux, tels qu’un Capitole et un rempart[7].
- 28 octobre 144 : Décret émis par les décurions de Sala. Ils votent l'érection d'une statue en l'honneur du préfet M. Sulpicius Felix qui a pacifié la région et entouré la ville de murailles[8]. Début d'une série de campagnes de l'armée romaine en Maurétanie (fin en 152)[9].
- IIIe siècle : Malgré le retrait partiel des Romains au-delà du fleuve Loukkos, ces derniers continuent d'entretenir à Sala une présence, sans doute jusqu'au Ve siècle[10]. Certains objets, dont des éléments de ceinture wisigothique et byzantine attesteraient même de la persistance de contacts commerciaux voire politiques entre Sala et l'Europe jusqu'aux VIe siècle et VIIe siècle[11]. Sala pourrait avoir été un relais dans cette perspective un relais commercial entre le bassin méditerranéen et les îles Purpuraires où l'activité d'exploitation du murex semble avoir été réanimée précisément à cette période[12].
- Sous les Mérinides, la nécropole dynastique est fondée en 1284 par Abou Youssef Yaâqoub et fortifiée en 1339 par Abou al-Hassan[7].
- Au XIXe siècle, Chellah devient un lieu de pèlerinage en ruines, fréquenté pour ses mausolées[7].